# Domingo Dianderas Fútbol Club
El Domingo Dianderas Fútbol Club, también conocido simplemente como Domingo Dianderas, es una institución deportiva con sede en Chincha Alta (Perú). Fue fundado en 1968 y actualmente participa en la Liga Distrital de Fútbol de Chincha Alta, perteneciente a la Copa Perú.
En diciembre de 2024, el club fue comprado por el comediante y empresario peruano Jorge Luna.

## Historia
Fue fundado el 6 de septiembre de 1968 en Chincha Alta, provincia de Chincha, en el departamento de Ica. Lleva su nombre en homenaje a Domingo Dianderas, quien fue un ingeniero industrial y figura política de su localidad.
Llegó a la final de la Etapa Departamental de Ica en el año 2000, donde enfrentó a Estudiantes de Medicina de Ica. En partido de desempate jugado en Pisco, el equipo iqueño le venció por 1-0 y se quedó con la clasificación a la Etapa Regional de la Copa Perú 2000, torneo del que fue campeón.
Tras descender a la Segunda distrital, en 2018 terminó igualado en el segundo lugar su grupo y en el desempate perdió 2-1 con Santos por lo cual quedó sin opción de definir el tercer ascenso a Primera distrital. En 2023 definió uno de los ascensos con Estrella Roja, contra quien perdió por 2-0 y no pudo obtener el retorno. En 2024 terminó en segundo lugar del grupo A y en la siguiente fase obtuvo el ascenso a la Primera Distrital luego de vencer por 7-1 a El Salvador. 
En diciembre de 2024, el comediante Jorge Luna se hizo cargo de la gestión deportiva y comercial del club luego de la aprobación de su asamblea de socios. En marzo de 2025, el club se convirtió en el cuarto equipo peruano con más seguidores en la red social Instagram, sólo por debajo de los denominados Tres grandes del fútbol peruano. Finalizó la primera etapa de la Liga Distrital de Chincha Alta en el primer lugar de su grupo por lo que clasificó a la ronda final. En la fase siguiente perdió 1-0 con Deportivo Lurinchincha y quedó eliminado.

## Estadio
El club juega de local en el estadio Félix Castillo Tardío, ubicado en el distrito de Pueblo Nuevo, provincia de Chincha. Se encuentra en remodelación desde 2022 y tendrá capacidad para 14 000 espectadores aproximadamente.

## Uniforme

### Titular
Desde el 2025, utiliza camiseta amarilla con detalles azules, shorts celestes y medias blancas.
| 2025 |

### Suplente
Desde el 2025, utiliza camiseta negra con detalles verdes, shorts y medias negras.
| 2025 |

### Patrocinio
La siguiente tabla detalla la cronología de las marcas de las indumentarias y los patrocinadores del club Domingo Dianderas.
| Período | Proveedor | Patrocinador  |
| ------- | --------- | ------------- |
| 2025    | Equisde   | Apuesta Total |

## Palmarés
| Regional                         | Títulos | Subcampeonatos |
| -------------------------------- | ------- | -------------- |
| Liga Departamental de Ica (0/1)  |         | 2000           |
| Liga Provincial de Chincha (1/1) | 2000    | 2002           |

## Enlaces
- Domingo Dianderas en Facebook
- Domingo Dianderas en Instagram

- Datos: Q133414676